# 伊藤の話
『伊藤の話』（いとうのはなし）とは、2007年にカエルカフェから公開された日本の映画作品である。主演は温水洋一。原作は小泉八雲の『伊藤則資の話』。

## あらすじ
大学教授として八戸大学に赴任した伊藤（温水洋一）の周囲で、不思議な出来事が頻発する。その根源が久慈市にあると言われ、そこに行ってみる。その帰りに怪しい屋敷に招待され、そこで伊藤は奇妙な体験をする。
この作品が初の全国デジタルカエル系配給となる。

## キャスト
- 温水洋一 - 伊藤則資
- 田丸麻紀 - 寺嶋美耶子
- 加藤夏希 - 屋敷の姫
- 市川男寅 - 屋敷の少年
- 江口のりこ - 高校・英語教師
- 十日市秀悦 - 大学教授
- 烏丸せつこ - 屋敷の乳母
- 今村祈履 - 高校・生徒

## スタッフ・関連
- 監督：秋原正俊
- 音楽：スティーヴ・エトウ
- 脚本：落合雪恵
- 協力：八戸大学
- 協力：熊谷市立女子高等学校
- 協力：久慈琥珀博物館